# لوید کوریگان
لوید کوریگان (انگلیسی: Lloyd Corrigan; ۱۶ اکتبر ۱۹۰۰ – ۵ نوامبر ۱۹۶۹) یک هنرپیشه، فیلم‌نامه‌نویس، و کارگردان اهل ایالات متحده آمریکا بود. وی بین سال‌های ۱۹۲۵ تا ۱۹۶۷ میلادی فعالیت می‌کرد.

## گزیده فیلمشناسی
از فیلم‌ها یا برنامه‌های تلویزیونی که وی در آن نقش داشته‌است می‌توان به آثار زیر اشاره کرد.
- این (۱۹۲۷)
- فرمان بزرگ (۱۹۳۹)
- یک دختر، یک مرد و یک ملوان (۱۹۴۱)
- تنسی جانسون (۱۹۴۲)
- فرزندان هیتلر (۱۹۴۳)
- رزی پرچ‌کن (۱۹۴۴)
- از وقتی تو رفتی (۱۹۴۴)
- گرگ‌نمای لندن (۱۹۴۶)
- ملقب به آقای توآی‌لایت (۱۹۴۶)
- ساعت بزرگ (۱۹۴۸)
- قراری با جودی (۱۹۴۸)
- دوست من ایرما به فنا می‌رود (۱۹۵۰)
- سیرانو دو برژراک (۱۹۵۰)
- نیومکزیکو (۱۹۵۱)
- کاندیدای منچوری (۱۹۶۲)
- دنیای دیوانه، دیوانه، دیوانه، دیوانه (۱۹۶۳)

### به عنوان کارگردان
- مو قرمزی (۱۹۲۸)
- اخبار داغ (۱۹۲۸)